# Harry Simon
Harry Simon (n. 13 iulie 1873, Beachwood⁠(d), Ohio, SUA – d. 8 iunie 1932, Catawba Island⁠(d), Ohio, SUA) a fost un trăgător de tir ce a reprezentat Statele Unite ale Americii, medaliat olimpic. A participat la o ediție a Jocurilor Olimpice (1908) în care a câștigat o medalie de argint.

## Participări
Lista de mai jos prezintă principalele competiții la care a participat Harry Simon de-a lungul carierei.
- shooting at the 1908 Summer Olympics – men's 300 metre free rifle, three positions[*]